# 御津地域
御津地域（みつちいき）は、岡山県岡山市北区にある地域である。かつての御津郡御津町（みつちょう）に相当する。2005年3月22日に岡山市へ編入合併した。
住所表記において、大字として御津の名称を存続している。

## 地勢
吉備高原の南部に位置し、丘陵と山林で占められている。町のほぼ中央部を旭川が北から南に貫流し、町の中心部である金川でその支流の宇甘川と合流する。
鎌倉時代末期から南北朝時代にかけては、鵜飼派の雲生・雲次らの刀工が活躍した。
産業は県営御津工業団地と2つの町営工業団地を中心とした工業と、ヤマイモ・シイタケ・ブドウの栽培を中心とした農業で成り立っている。また、町内には岡山県運転免許センターがある。

## 地域

### 施設
- 岡山市北区役所御津支所（旧御津町役場）
- 岡山北警察署
- 岡山県運転免許センター
- カバヤ食品本社・岡山工場

### 教育
- 岡山市立五城小学校[2]（旧・御津町立五城小学校）
- 岡山市立御津小学校　 - 2001年4月に金川・承芳の2小学校を統合
- 岡山市立御津南小学校（旧・御津町立南小学校）
- 岡山市立御津中学校（旧・御津町立御津中学校）
- 朝日塾中等教育学校
- 岡山県立岡山御津高等学校 - 2005年4月より岡山県立金川高等学校と建部町の岡山県立福渡高等学校を統合)

## 交通

### 鉄道
- JR西日本津山線：野々口駅 - 金川駅

### 道路
- 高速道路
  - 地区内を走る高速道路はない
- 一般国道
  - 国道53号
- 県道
  - 岡山県道31号高梁御津線
  - 岡山県道53号御津佐伯線
  - 岡山県道61号妹尾御津線
  - 岡山県道71号建部大井線
  - 岡山県道81号東岡山御津線
  - 岡山県道218号玉柏野々口線
  - 岡山県道249号掛畑虎倉線
  - 岡山県道255号仁堀中御津線
  - 岡山県道364号矢知赤坂線
  - 岡山県道367号勝尾宇甘線
  - 岡山県道386号津高法界院停車場線
  - 岡山県道457号吉田御津線
  - 岡山県道468号平岡小鎌線